# Cory Sarich
Cory Sarich (* 16. August 1978 in Saskatoon, Saskatchewan) ist ein ehemaliger kanadischer Eishockeyspieler, der im Verlauf seiner aktiven Karriere zwischen 1994 und 2014 unter anderem 1026 Spiele für die Buffalo Sabres, Tampa Bay Lightning, Calgary Flames und Colorado Avalanche in der National Hockey League auf der Position des Verteidigers bestritten hat. Seinen größten Karriereerfolg feierte Sarich in Diensten der Tampa Bay Lightning mit dem Gewinn des Stanley Cups im Jahr 2004.

## Karriere

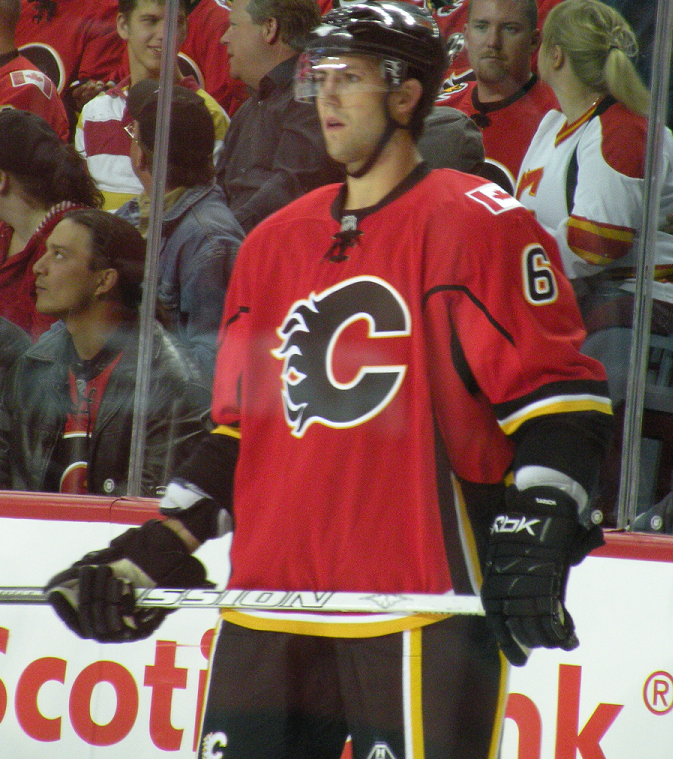
Cory Sarich im Trikot der Calgary Flames (2008)

Cory Sarich wurde in der zweiten Runde als insgesamt 27. Spieler von den Buffalo Sabres während des NHL Entry Draft 1996 ausgewählt. Im Sommer 1998 wurde der Verteidiger dann erstmals in den Kader von Buffalos damaligem Farmteam, den Rochester Americans aus der American Hockey League, aufgenommen. Zuvor hatte er bereits von 1994 bis 1998 in der Western Hockey League für die Saskatoon Blades gespielt.
Sarich wurde am 9. März 2000 zusammen mit Wayne Primeau und Brian Holzinger im Tausch für Chris Gratton an die Tampa Bay Lightning abgegeben, mit denen er in der Saison 2003/04 den Stanley Cup gewann. Während seiner Zeit in Tampa kam er in der Saison 2000/01 auch zu drei Einsätzen für das damalige Farmteam der Lightning, die Detroit Vipers aus der International Hockey League und im Spieljahr 2001/02 spielte er zweimal für die Springfield Falcons in der AHL. Am 1. Juli 2007 erhielt der Kanadier einen Fünfjahresvertrag bei den Calgary Flames.
Nachdem Brendan Morrison einen Tag zuvor wegen einer Verletzung nicht spielen konnte, wurde Sarich am 12. Dezember 2007 neuer Rekordspieler der National Hockey League mit 388 Spielen in Folge, in denen er auf dem Eis stand. Sein Vorgänger Morrison spielte sogar insgesamt 419 Mal ohne Unterbrechung in der NHL. Diesen Rekord verteidigte Sarich bis zum 1. März 2008, als er das Spiel gegen die Phoenix Coyotes verpasste. Anschließend wurde Andrew Brunette Rekordspieler.
Am 27. Juni 2013 wurde Sarich in einem Tausch der Calgary Flames zusammen mit dem Mannschaftskollegen Alex Tanguay gegen David Jones und Shane O’Brien zu der Colorado Avalanche transferiert.

## Erfolge und Auszeichnungen
- 1998 WHL West Second All-Star Team
- 1999 Teilnahme am AHL All-Star Classic
- 1999 AHL All-Rookie Team
- 2004 Stanley-Cup-Gewinn mit den Tampa Bay Lightning

### International
- 1997 Goldmedaille bei der Junioren-Weltmeisterschaft

## Karrierestatistik

### International
Vertrat Kanada bei:
- Junioren-Weltmeisterschaft 1997
- Junioren-Weltmeisterschaft 1998

(Legende zur Spielerstatistik: Sp oder GP = absolvierte Spiele; T oder G = erzielte Tore; V oder A = erzielte Assists; Pkt oder Pts = erzielte Scorerpunkte; SM oder PIM = erhaltene Strafminuten; +/− = Plus/Minus-Bilanz; PP = erzielte Überzahltore; SH = erzielte Unterzahltore; GW = erzielte Siegtore; 1 Play-downs/Relegation; Kursiv: Statistik nicht vollständig)